# Combined Loyalist Military Command
El Combined Loyalist Military Command (CLMC, Comandament militar lleialista unificat) és una organització lleialista fundada al començament de l'any 1991 per controlar diferents organitzacions paramilitars. Unió de l'Ulster Volunteer Force, dels Ulster Freedom Fighters i dels Red Hand Commandos, el CLMC anuncià un alto el foc el 17 d'abril de 1991 i el 13 d'octubre de 1994, en el marc del procés de pau del conflicte nord-irlandès.